# 扎茨萊日
扎茨萊日是捷克的城鎮，位於該國北部，距離特魯特諾夫11公里，由赫拉德茨-克拉洛韋州負責管轄，面積21.82平方公里，海拔高度612米，2012年人口3,425。

## 外部連結
- Official website （页面存档备份，存于） （捷克文）